# Les Garçons sauvages : Un livre des morts
Les Garçons sauvages : Un livre des morts (titre original : The Wild Boys: A Book of the Dead) est un roman de l'écrivain américain William S. Burroughs paru en 1971 et traduit en français par Mary Beach et Claude Pélieu en 1973 aux éditions Christian Bourgois.

## Résumé
En 1988, les « garçons sauvages », une bande d'adolescents homosexuels et drogués sèment la destruction et le chaos. William Burroughs, dans ce texte paru en 1969, mêle violence extrême, pornographie homosexuelle et images poétiques dans un style halluciné et déstructuré. Ce livre était destiné à être un scénario de film pornographique à l'origine. On peut noter la très faible présence des femmes dans le récit et le rôle négatif ou mineur qu'elles y jouent lorsqu'elles sont représentées.